# Liste der Mitglieder der Deutschen Akademie der Naturforscher Leopoldina/1934
Die Liste der Mitglieder der Deutschen Akademie der Naturforscher Leopoldina für 1934 listet alle Personen, die im Jahr 1934 zum Mitglied berufen wurden. Insgesamt gab es 43 neu gewählte Mitglieder.

## Neu gewählte Mitglieder
| Nr. 1 | Name                             | Beiname 1 | Geboren       | Aufnahme 1 | Gestorben     | Sektion                                      | Bild                          | Datenbank                       |
| ----- | -------------------------------- | --------- | ------------- | ---------- | ------------- | -------------------------------------------- | ----------------------------- | ------------------------------- |
|       | Edgar Adrian, 1. Baron Adrian    |           | 30. Nov. 1889 |            | 4. Aug. 1977  | Physiologie                                  | Edgar Adrian, 1. Baron Adrian | Lord Edgar Douglas Adrian       |
|       | Gustav Angenheister              |           | 26. Feb. 1878 |            | 28. Juni 1945 | Physiologie                                  |                               | Gustav Angenheister             |
|       | Norman Godfrey Bennett           |           | 1870          |            | 1947          | Stomatologie                                 |                               | Sir Norman Godfrey Bennett      |
|       | Arturo Beretta                   |           | 1876          |            | 1941          | Stomatologie                                 |                               | Arturo Beretta                  |
|       | Arthur Davenport Black           |           | 1870          |            | 1937          | Stomatologie                                 |                               | Arthur Davenport Black          |
|       | Patrick Blackett, Baron Blackett |           | 18. Nov. 1897 |            | 13. Juli 1974 | Physik                                       |                               | Lord Patrick Blackett           |
|       | Adolf Butenandt                  |           | 24. März 1903 |            | 18. Jan. 1995 | Biochemie und Biophysik                      | Adolf Butenandt               | Adolf Butenandt                 |
|       | P. J. J. Coebergh                |           |               |            |               | Stomatologie                                 |                               | P. J. J. Coebergh               |
|       | Frank Colyer                     |           | 1866          |            | 1954          | Stomatologie                                 |                               | Sir Frank Colyer                |
|       | Arthur Holly Compton             |           | 10. Sep. 1892 |            | 15. März 1962 | Physik                                       | Arthur Holly Compton          | Arthur Holly Compton            |
|       | August Eber                      |           | 28. Sep. 1865 |            | 6. Apr. 1937  | Veterinärmedizin                             |                               | August Eber                     |
|       | Mathias Boleto Ferreira de Mira  |           | 1874          |            | 1953          | Biochemie und Biophysik                      |                               | Mathias Boleto Ferreira de Mira |
|       | John A. Forssman                 |           | 1868          |            | 1947          | Pathologie                                   | John A. Forssman              | John A. Forssman                |
|       | Bruno Galli-Valerio              |           | 1867          |            | 1943          | Mikrobiologie und Immunologie                | Bruno Galli-Valerio           | Bruno Galli-Valerio             |
|       | Ernst Haderup                    |           | 1876          |            | 1954          | Stomatologie                                 |                               | Ernst Haderup                   |
|       | Theodor Heynemann                |           | 20. Aug. 1878 |            | 15. Dez. 1951 | Geburtshilfe und Gynäkologie                 |                               | Theodor Heynemann               |
|       | Heinrich Hörlein                 |           | 5. Juni 1882  |            | 23. Mai 1954  | Chemie                                       | Heinrich Hörlein              | Heinrich Hörlein                |
|       | Robert Henry Ivy                 |           | 1881          |            | 1974          | Chirurgie                                    |                               | Robert Henry Ivy                |
|       | Carl Gustav Jung                 |           | 26. Juli 1875 |            | 6. Juni 1961  | Psychiatrie, Med. Psychologie und Neurologie | Carl Gustav Jung              | Carl Gustav Jung                |
|       | Fritz Kögl                       |           | 19. Sep. 1897 |            | 6. Juni 1959  | Chemie                                       |                               | Fritz Kögl                      |
|       | Karl Künkel                      |           | 1861          |            | 1943          | Zoologie                                     |                               | Karl Künkel                     |
|       | Fritz Lenz                       |           | 9. März 1887  |            | 6. Juli 1976  | Zellbiologie                                 |                               | Fritz Lenz                      |
|       | Franz Linke                      |           | 4. Jan. 1878  |            | 23. März 1944 | Geophysik und Meteorologie                   | Franz Linke                   | Franz Linke                     |
|       | Herman Lundborg                  |           | 7. Apr. 1868  |            | 9. Mai 1943   | Anthropologie und Ethnologie                 | Herman Lundborg               | Herman B. Lundborg              |
|       | William Parry Murphy             |           | 6. Feb. 1892  |            | 9. Okt. 1987  | Innere Medizin                               | William Parry Murphy          | William P. Murphy               |
|       | Karl Nieberle                    |           | 1. Jan. 1877  |            | 12. Jan. 1946 | Veterinärmedizin                             |                               | Karl Nieberle                   |
|       | Adolf Pascher                    |           | 31. Mai 1881  |            | 7. Mai 1945   | Botanik                                      |                               | Adolf A. Pascher                |
|       | Erich Regener                    |           | 12. Nov. 1881 |            | 27. Feb. 1955 | Physik                                       | Erich Regener                 | Erich Regener                   |
|       | Otto Renner                      |           | 25. Apr. 1883 |            | 8. Juli 1960  | Botanik                                      |                               | Otto Renner                     |
|       | Bruno Rossi                      |           | 13. Apr. 1905 |            | 21. Nov. 1993 | Physik                                       | Bruno Rossi                   | Bruno Rossi                     |
|       | Maurice Roy                      |           | 1866          |            | 1947          | Stomatologie                                 |                               | Maurice Roy                     |
|       | Wilhelm Schmidt                  |           | 21. Feb. 1884 |            | 14. Feb. 1974 | Zoologie                                     |                               | Wilhelm Schmidt                 |
|       | Ludwig Seitz                     |           | 24. Mai 1872  |            | 19. Juni 1961 | Zoologie                                     | Ludwig Seitz                  | Ludwig Seitz                    |
|       | Johannes Stark                   |           | 15. Apr. 1874 |            | 21. Juni 1957 | Physik                                       | Johannes Stark                | Johannes Stark                  |
|       | József Szabó                     |           | 1874          |            | 1938          | Stomatologie                                 |                               | József Szabó                    |
|       | Albert Szent-Györgyi             |           | 16. Sep. 1893 |            | 22. Okt. 1986 | Biochemie und Biophysik                      | Albert Szent-Györgyi          | Albert Szent-Györgyi            |
|       | Georges-Léon Villain             |           | 1881          |            | 1938          | Stomatologie                                 |                               | Georges-Léon Villain            |
|       | Kurt Wein                        |           | 22. Feb. 1883 |            | 11. März 1968 | Stomatologie                                 |                               | Kurt Wein                       |
|       | Max Wien                         |           | 25. Dez. 1866 |            | 24. Feb. 1938 | Physik                                       |                               | Max Wien                        |
|       | Hans Winkler                     |           | 23. Apr. 1877 |            | 22. Nov. 1945 | Botanik                                      |                               | Hans Winkler                    |
|       | Robert Williams Wood             |           | 2. Mai 1868   |            | 11. Aug. 1955 | Physik                                       | Robert Williams Wood          | Robert W. Wood                  |
|       | Louis de Broglie                 |           | 15. Aug. 1892 |            | 19. März 1987 | Physik                                       | Louis de Broglie              | Prince Louis-Victor de Broglie  |
|       | Otmar von Verschuer              |           | 16. Juli 1896 |            | 8. Aug. 1969  | Anthropologie                                |                               | Otmar Frhr. von Verschuer       |